# Štoji
Štoji, najjužnija skupina Gradišćanskih Hrvata naseljenih na jugu Gradišća u Austriji u selima Pinkovac (Güttenbach), Nova Gora (Neuberg) i Stinjaki (Stinatz). Svoje ime Štoji dobivaju po mješovitim štokavsko-čakavskim govorima, a nalazimo ga i u dva malena sela na području Gradišćanaca Vlaha, to su Hrvatski Cikljin i Podgorje. Ova zajednica živi i na području Mađarske u selima Narda (Velika Narda i Mala Narda), Čatar (Gornji Čatar), Hrvatske Šice i Petrovo Selo.

## Vanjske poveznice
- O govorima Hrvata u Mađarskoj  Arhivirana inačica izvorne stranice od 8. travnja 2022. (Wayback Machine)